# IC 5068
IC 5068 је емисиона маглина у сазвјежђу Лабуд која се налази на листи објеката дубоког неба у Индекс каталогу.
Деклинација објекта је + 42° 28' 42" а ректасцензија 20h 50m 30,0s. IC 5068 је још познат и под ознакама LBN 328, CED 183B.